# 취추바이

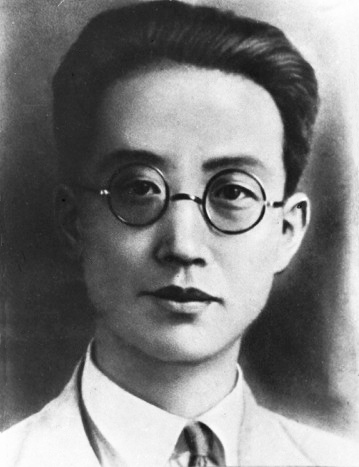

취추바이(구추백, 중국어 정체자: 瞿秋白, 병음: Qū Qiūbái, 1899년 1월 29일 ~ 1935년 6월 18일)는 중국 공산당의 초기 지도자 가운데 한사람으로 러시아어 번역가이자 중국의 좌익 작가, 공산주의 혁명가이다.

## 생애
1899년 강소성 무석 의흥시(義興市)의 지방관리 가문에서 태어났다. 1917년 베이징의 러시아어수료관에 입학했으며 1919년부터 중화민국의 국립 베이징 대학에서도 수업을 청강하면서 도서관 관장으로 있던 리다자오의 혁명 모임 마르크스주의 연구회에 가입하여 활동하였고 1919년에는 5.4운동에 참여하였다. 당해 6월 3일에 경찰에 연행된 후 1주 뒤에 풀려났다. 러시아어를 전공했던 그는 1920년 8월에 베이징의 유력 신문으로 리다자오가 영향을 일부 끼치고 있던 베이징 『신보(晨報)』의 통신원으로 들어가 소비에트 연방에 머물면서 러시아 혁명 후 발생한 소련 인민의 삶과 경제적 변화 등에 관한 취재 활동을 했다. 레닌과 트로츠키를 만나서 적극적으로 취재를 하기도 했던 취추바이는 볼셰비키의 러시아 혁명에 빠져들게 되면서 신문사 일에서 해고된 후 1921년 5월에 구소련의 모스크바 동방대학에서 수학하였으며 1921년 6월에는 중국 공산당의 모스크바 지부에서 장태뢰의 소개로 중국 공산당에 입당하였다. 1922년 12월 중국 공산당의 코민테른 영수 천두슈가 모스크바에 왔을 때 통역을 맡은 뒤 얼마 후 천두슈의 초청을 받고 중국에 돌아갔으며 1923년 6월에는 당시 소비에트 연방의 국가였던 '인터내셔널가'의 초기 중국어 번역판을 <신청년(新靑年)>에 내놓기도 하였다. 그는 앞서 1923년 4월부터 중공 기관지 <신청년>의 편집장을 맡았다. 이때 그는 코민테른의 지도자였던 레닌과 스탈린의 마르크스-레닌주의 혁명 이론, 공산주의 혁명 운동 책략, 유물사관, 변증법적 유물론 혁명 방법론 등을 중국 국내에 보급하였다. 1924년 7월 코민테른의 전략에 따른 제1차 국공합작에서 공산당 측의 중앙위원으로 선출되었다. 1925년 1월에는 중공 중앙위원, 중공 정치국 위원에 선출되었다.
1927년 4월에 취추바이는 중국 공산당의 동지 마오쩌둥의 '호남 농민운동 고찰 보고'(1960년대 문혁 시기 마오쩌둥어록에도 수록)라는 혁명 지도서에 서문을 써주기도 하는 등 마오쩌둥보다 당시 당내 서열이 앞서 있던 마르크스-레닌주의 이론가이었으며 얼마 후 천두슈와는 총서기 후계직을 겸한 라이벌 관계를 형성하게 된다. 취추바이는 1927년 4월~5월에는 '중국 혁명의 논쟁 문제에 관해'라는 보고서를 공산 당원들에게 확산시키고 노동자 무장 혁명이 실패하게 된 이유를 국민당이 개입된 국공합작의 전선에서 유명무실한 결과를 얻게 된 전 영수 천두슈의 '우경적 기회주의' 때문이라고 비판하였으며, 그 후로는 중국 공산당의 정치국 상무위원에 오를 수 있었다. 1927년 7월 천두슈가 코민테른으로부터 총서기 직에서 해임되면서는 장궈타오의 대리를 거쳐서 당해 8월부터 코민테른으로부터 중앙위 총서기로 임명되었다.
취추바이는 난창 봉기 이후 1927년 7월부터 1928년 4월까지 세 차례 이상의 프롤레타리아트 도시 무장 폭동을 지도하였으며, 1927년 7월 11일 우한 폭동, 12월 10일 창사 폭동, 12월 11일 광저우 폭동 등이었다. 공산당 요원들이 일으킨 무장 폭동은 그러나 정부의 반격으로 모두 진압되었으며, 그는 1928년 3월~4월 중국 공산당 임시 상임회의에서 '좌경 맹동주의(左傾盲動主義)'자로 자아 비판 후, 5월에는 소련의 모스크바로 불려갔다. 중공 주모스크바 대표로 2년을 체류하였으며 이 기간에 중화민국 현지의 공산화 지도는 신진 세력으로 부상한 리리싼 등에게로 넘어갔다.
그러나 4.12사건 뒤로 중국 전역에 몰아친 공산당 혁명에 대한 탄압으로 중공 지도부가 분열하는 중에 1929년 왕밍 등이 광저우에서 일으킨 28인의 볼셰비키 봉기의 배후로 지목 받은 뒤에는 당내 지도부로부터 다시 공격을 받았다. 1930년 코민테른은 이를 중재하여 취추바이의 중공 주모스크바 대표 직위를 철회하기로 하였고, 취추바이는 같은 해 8월 모스크바를 떠나 상하이로 귀국하였다. 그러나 1930년 9월에는 리리싼이 코민테른으로부터 '좌경 모험주의(左傾冒險主義)'자로 역시 비판을 받았으며, 이때 취추바이는 다시 그의 동조자로 몰려 비판을 받았다.
1931년 1월 상하이에서 열린 중공 중앙 전체회의에서 취추바이는 리리싼과 함께 공산당 중앙 최고위에서 물러났으며, 총서기는 왕밍이 맡았다. 얼마 후, 샹중파의 지도부 봉기 실패와 경찰에 의한 체포 뒤는 왕밍이 중국 공산당 주모스크바 대표로 호출되었고, 보구가 대리 총서기를 맡았다.
취추바이는 절치부심하며, 상하이에서 1931년 이후는 마오쩌둥, 저우언라이 등의 공산주의 혁명 노선에 보조를 맞추어, 루쉰, 마오둔 등과 함께 지하 좌익 작가 연맹(이후 중국 작가 협회)의 프롤레타리아 독재 혁명을 추진하는 주요 간부 중 하나가 되어서 마르크스-레닌주의 혁명을 문학예술계에 확산시키는 공산당의 공작에 참여하면서, 대장정으로부터 옌안 등의 침투 지역으로 이러한 혁명 활동의 인력을 증대시키는 공작을 하였으며, 국민 정부의 시장 경제의 맹점을 활용하여, 마르크스-레닌주의 문학 혁명 진지를 국민 정부 통치 지역 속으로 확장시키는 작업을 하였다. 취추바이는 코민테른 지도를 직접 받았던 중국의 공산주의자로서, 한자를 폐기하고 소련 학자들과 함께, 알파벳 자모음으로만 중국 언어를 기재하는 신문 발행 등의 대중 운동을 펴는 시도를 하기도 했다.
1934년 2월에는 마오쩌둥의 중화 소비에트 공화국의 혁명 근거지인 장시 해방구로 진입하였으며, 중화소비에트공화국 내에서 중앙 집행 위원과 교육 부장 등직을 맡아서 활동하였다. 중공의 소비에트 홍군(紅軍)의 장정이 시작될 무렵에는 장시성 후방 전선을 호위하라는 지시를 받았고, 소비에트 중국의 선전 부장이 되어서 유격전을 지원하였다. 결핵 치료 차 상하이로 잠시 피신하여 있던 중에 1935년 4월 유격전에 참여하였던 포로의 누설로 인해 중화민국 국군에 붙잡혔으며, 중국 공산당의 전 영수로서 중국의 국민으로서의 전향은 거부하였다. 중화민국 국민 정부에 의해서 수감 생활을 하던 중에 6월에 처형되었으며, 처형을 당하기 전에는 구소련의 군가를 외쳐 불렀다고 한다
취추바이는 소비에트 연방의 1922년-1944년의 국가, 코민테른의 국가였던 인터내셔널가의 초기 중국어본의 작사자 중 한 사람이었으며, 그는 이후에 마오쩌둥의 집권기를 거쳐 1980년대 이후로도 중화인민공화국에서 중국 문학 공작자 협회(현 중국 작가 협회)의 영향력 있는 전 문인 출신의 공산당 간부로서, 베이징대 등의 청년 지식인들, 중공 대중들에게서 반봉건 애국 혁명의 진보 지식인으로서 추앙되었다.
1989년 톈안먼 사건 때 중공의 대학생, 농민, 노동자, 교원들이 수업 거부, 근로 거부와 파업 선언 등을 공개적으로 하고 베이징의 톈안먼 광장에 집결하여 중국의 정부 관료들에 의한 평등주의에 위배되는 부정 부패의 세태에 항의하며 시위 농성과 폭력 봉기 시위까지를 벌일 때에도 그와 루쉰, 리다자오, 천두슈, 저우언라이 등 공산주의 유토피아를 꿈꾸던 중국 공산당의 전 혁명 영웅들을 상기하게 하는 '인터내셔널가'의 합창 소리가 톈안먼 광장 내에서 널리 울려 퍼지기도 했다.